# Talavera la Real
Talavera la Real község Spanyolországban, Badajoz tartományban. Talavera la Real Badajoz, Pueblonuevo del Guadiana, Valdelacalzada és Lobón községekkel határos. Lakosainak száma 5298 fő (2024).

## Népesség
A település népessége az utóbbi években az alábbiak szerint változott:
| Lakosok száma | 5295 | 5210 | 5126 | 5509 | 5557 | 5535 | 5453 | 5314 | 5311 | 5298 |
|               | 2001 | 2004 | 2006 | 2009 | 2011 | 2014 | 2016 | 2019 | 2021 | 2024 |